# Димитър Ганев (политолог)
Вижте пояснителната страница за други личности с името Димитър Ганев.
Димитър Асенов Ганев е български политолог и политически коментатор, доктор по политология. Aвтор на книгите „Пътят към конституцията“ и "Българската политическа почва. Пластове на националната политическа култура". Съосновател на изследователски център „Тренд“.

## Биография
Димитър Ганев е роден на 15 октомври 1986 г. във Варна. През 2005 г. завършва Четвърта езикова гимназия „Фредерик Жолио Кюри“ в родния си град.
Продължава образованието си в специалност „Политология“ на Софийски университет „Св. Климент Охридски“. През 2012 г. придобива магистърска степен по „Политически мениджмънт“ в същия университет. Защитава магистърска теза на тема „Политическият проект за демокрация, обсъждан на Кръглата маса“.

### Академична дейност
През февруари 2013 г. е приет за редовен докторант към катедра „Политология“ на Софийския университет и защитава дисертация през ноември 2016 г. Темата на дисертационния му труд е „Политически и институционални фактори при изготвянето и приемането на българската конституция (1990 – 1991)“. В рамките на работата по дисертация си публикува научни статии в различни сборници, свързани с първите години на българския преход.
От 2015 г. е хоноруван преподавател по политология в Софийски университет „Св. Климент Охридски“, а от април 2020 г. Димитър Ганев е главен асистент в катедра „Политология“ на СУ по направление „Модерни политически системи и институции“. Член е на Академичния съвет на СУ "Св. Климент Охридски" от 2023 г. 

### Професионална дейност
Димитър Ганев е стипендиант на българското бюро на германската фондация „Конрад Аденауер“ в периода 2008 – 2012 г. В периода между 2012 и 2013 г. е заместник-председател на клуба на стипендиантите. През април 2013 г. е избран за негов председател с едногодишен мандат.
През 2011 – 2012 г. координира работата по проект на Оксфордския университет за изследване на медийната среда в България и други страни от бившия Източен блок, които понастоящем са членки на Европейския съюз. Изследването е публикувано през 2014 г. от унгарския учен Péter Bajomi-Lázár в книгата Party Colonisation of the Media in Central and Eastern Europe.
Между 2011 г. и 2016 г. работи като политолог в социологическа агенция „Галъп интернешънъл“. В същия период се присъединява към института „Иван Хаджийски“ и става участник в ежемесечните вътрешно и външнополитически анализи на института заедно с проф. Петър-Емил Митев, социолозите Андрей Райчев и Кънчо Стойчев и политолозите Първан Симеонов и Борис Попиванов.
През юни 2016 г. съосновава изследователски център „Тренд“ заедно с политолога Анастас Стефанов и социолога Евелина Славкова.

### Книги
- "Българската политическа почва. Пластове на националната политическа култура" София, Ciela, 2024 ISBN 978-954-28-4758-8
- „Пътят към конституцията“ София, Ciela, 2018. ISBN 978-954-28-2516-6

### Научни статии
- Ганев, Д. 2025 - Етнорелигиозната политическа субкултура в България – история на възникването ѝ, основни характеристики и предизвикателствата пред нея (1878-1934), сп. Чуждоезиково обучение, том 52, бр. 2, стр. 231-250[13]
- Ganev, D. 2024 – Dynamics of Public Attitudes Towards NATO, in Bulgaria in NATO for 20 years. Building Security, Fostering Unity, Sharing Values. p 41-51. St. Kliment Ohridski Press
- Попиванов, Б. Ганев, Д. Воева, Д. Марков, Е. 2024 - Екологичното мълчание: произвеждане на зелени политики извън екологичния дискурс, сп. Философия, том 33, бр. 4s, стр. 23-44[14]
- Ганев, Д., Българската политическа култура: пластове на формиране, сп. Философия, книжка 4/2023, година XXXII, стр. 394-411[15]
- Ганев, Д. Редовни парламентарни избори 2021 г.: Електорална динамика и предизвикателствата пред основните партии, сп. „Политически изследвания“ 2021 , бр. 1 – 2, стр. 58 – 74.
- Ганев, Д., Стефанов, А., Славкова, Е. Ценностните нагласи на българите, сп. Conservative Quarterly, 2017, книги 3 – 4, стр. 137 – 162.
- Ганев, Д., Стефанов, А. Европейският съюз между интеграцията и националните интереси., сб. Бъдещето на ЕС – ново начало или предизвестен край?, СУ „Св. Климент Охридски“ и Фондация за свободата „Фридрих Науман“, 2016, стр. 40 – 47.
- Ganev, D. The Bulgarian Round Table And Its Contribution To the Constitution of 1991, ENRS, Remembrance and Solidarity, Studies in 20th Century European History, 2014, p. 211 – 221, European Network Remembrance and Solidarity.
- Ганев, Д. Предпоставки за свикването на българската Кръгла маса, ел. сп. Реторика и комуникации, 2013.
- Ганев, Д., Българският политически проект за демокрация, обсъждан на Кръглата маса, сб. „Демокрация, ценности, идентичност“, УИ „Паисий Хилендарски“, 2012, стр. 46 – 60.
- Ганев, Д., Формирането на новата политическа система в България и ролята на Кръглата маса, сп. „Политически изследвания“, 2011, бр. 1 – 2, стр. 133 – 143.